# Liadov Glacier
Liadov Glacier är en glaciär i Antarktis. Den ligger i Västantarktis. Argentina, Chile och Storbritannien gör anspråk på området. Liadov Glacier ligger 51 meter över havet.
Terrängen runt Liadov Glacier är varierad. Trakten är obefolkad. Det finns inga samhällen i närheten.